# Frans Reyniers
Frans Reyniers est un footballeur belge né le 27 juin 1928 et mort le 17 août 1996.

## Biographie
Il a joué dans les années 1950 comme milieu de terrain au Racing Club Mechelen. Il avait comme coéquipier l'international Jan Van Der Auwera. Le Racing occupe à cette époque les places d'honneur du championnat de Belgique : troisième en 1950 et en 1951, deuxième en 1952 et quatrième en 1953.
Frans Reyniers a également été sélectionné en équipe de Belgique : il est deux fois international en 1952 et 1955.

## Palmarès
- International belge A en 1952 et 1955 (2 sélections)
- premier match international : le 19 octobre 1952, Belgique-Pays-Bas, 2-1  (match amical)
- deuxième match international : le 16 octobre 1955, Pays-Bas-Belgique, 2-2 (match amical)
- Champion de Belgique D2 en 1948 avec le KRC Malines
- Vice-Champion de Belgique en 1952 avec le KRC Malines
- Finaliste de la Coupe de Belgique en 1954 avec le KRC Malines